# .is
.is је највиши Интернет домен државних кодова (ccTLD) за Исланд.